# State of Origin 1993
Die State of Origin Series 1993 waren die 14. Ausgabe des Rugby-League-Turniers State of Origin. Es bestand aus drei Spielen, die zwischen dem 3. und 31. Mai stattfanden. New South Wales gewann die Series 2-1.

## Spiel 1
| 3. Mai | Queensland Maroons                                  | 10 : 14        | New South Wales Blues                                                          | Lang Park, Brisbane Zuschauer: 33.000 Schiedsrichter: Greg McCallum |
| 3. Mai | Versuche: Carne, Lindner Straftritte: Meninga (1/1) | (2:12) Bericht | Versuche: Stuart, Wishart Erhöhungen: Wishart (2/2) Straftritte: Wishart (1/2) | Lang Park, Brisbane Zuschauer: 33.000 Schiedsrichter: Greg McCallum |

| 1                  | Gary Belcher    |
| 2                  | Willie Carne    |
| 3                  | Mal Meninga     |
| 4                  | Steve Renouf    |
| 5                  | Michael Hancock |
| 6                  | Kevin Walters   |
| 7                  | Allan Langer    |
| 8                  | Steve Jackson   |
| 9                  | Steve Walters   |
| 10                 | Martin Bella    |
| 11                 | Bob Lindner     |
| 12                 | Gary Larson     |
| 13                 | Billy Moore     |
| Auswechselspieler: |                 |
| 14                 | Dale Shearer    |
| 15                 | Mark Coyne      |
| 16                 | Mark Hohn       |
| 17                 | Andrew Gee      |

| 1                  | Tim Brasher          |
| 2                  | Andrew Ettingshausen |
| 16                 | Paul McGregor        |
| 3                  | Brad Fittler         |
| 5                  | Rod Wishart          |
| 6                  | Laurie Daley         |
| 7                  | Ricky Stuart         |
| 8                  | Glenn Lazarus        |
| 9                  | Ben Elias            |
| 10                 | Ian Roberts          |
| 11                 | Paul Sironen         |
| 12                 | Paul Harragon        |
| 13                 | Brad Mackay          |
| Auswechselspieler: |                      |
| 14                 | David Fairleigh      |
| 15                 | Craig Salvatori      |

## Spiel 2
| 17. Mai | New South Wales Blues                                      | 16 : 12       | Queensland Maroons                                                 | Sydney Football Stadium, Sydney Zuschauer: 41.895 Schiedsrichter: Eddie Ward |
| 17. Mai | Versuche: Daley, Mackay, Wishart Erhöhungen: Wishart (2/3) | (0:6) Bericht | Versuche: Meninga, Walters Erhöhungen: Brunker (1/1) Shearer (1/1) | Sydney Football Stadium, Sydney Zuschauer: 41.895 Schiedsrichter: Eddie Ward |

| 1                  | Tim Brasher          |
| 2                  | Andrew Ettingshausen |
| 3                  | Paul McGregor        |
| 4                  | Brad Fittler         |
| 5                  | Rod Wishart          |
| 6                  | Laurie Daley         |
| 7                  | Ricky Stuart         |
| 8                  | Glenn Lazarus        |
| 9                  | Robbie McCormack     |
| 10                 | Ian Roberts          |
| 11                 | Paul Sironen         |
| 12                 | Paul Harragon        |
| 13                 | Brad Mackay          |
| Auswechselspieler: |                      |
| 14                 | David Fairleigh      |
| 15                 | David Gillespie      |
| 16                 | Jason Taylor         |
| 17                 | Jason Croker         |

| 1                  | Dale Shearer       |
| 2                  | Willie Carne       |
| 3                  | Mal Meninga        |
| 4                  | Mark Coyne         |
| 5                  | Adrian Brunker     |
| 6                  | Kevin Walters      |
| 7                  | Allan Langer       |
| 8                  | Mark Hohn          |
| 9                  | Steve Walters      |
| 10                 | Martin Bella       |
| 11                 | Trevor Gillmeister |
| 12                 | Gary Larson        |
| 13                 | Bob Lindner        |
| Auswechselspieler: |                    |
| 14                 | Julian O’Neill     |
| 15                 | Darren Smith       |
| 16                 | Steve Jackson      |
| 17                 | Billy Moore        |

## Spiel 3
| 31. Mai | Queensland Maroons                                                                                                  | 24 : 12        | New South Wales Blues                                       | Lang Park, Brisbane Zuschauer: 31.500 Schiedsrichter: Greg McCallum |
| 31. Mai | Versuche: Carne (2), Lindner, Walters Erhöhungen: Mal Meninga (1/2) Julian O’Neill (2/2) Straftritte: Meninga (1/1) | (8:12) Bericht | Versuche: Ettingshausen, Harragon Erhöhungen: Wishart (2/2) | Lang Park, Brisbane Zuschauer: 31.500 Schiedsrichter: Greg McCallum |

| 1                  | Dale Shearer       |
| 2                  | Brett Dallas       |
| 3                  | Mal Meninga        |
| 4                  | Mark Coyne         |
| 5                  | Willie Carne       |
| 6                  | Julian O’Neill     |
| 7                  | Allan Langer       |
| 8                  | Martin Bella       |
| 9                  | Steve Walters      |
| 10                 | Mark Hohn          |
| 11                 | Gary Larson        |
| 12                 | Trevor Gillmeister |
| 13                 | Bob Lindner        |
| Auswechselspieler: |                    |
| 14                 | Kevin Walters      |
| 15                 | Darren Smith       |
| 16                 | Steve Jackson      |
| 17                 | Billy Moore        |

| 1                  | Tim Brasher          |
| 2                  | Rod Wishart          |
| 3                  | Brad Fittler         |
| 4                  | Andrew Ettingshausen |
| 5                  | Graham Mackay        |
| 6                  | Laurie Daley         |
| 7                  | Ricky Stuart         |
| 8                  | Glenn Lazarus        |
| 9                  | Ben Elias            |
| 14                 | David Fairleigh      |
| 11                 | Paul Sironen         |
| 12                 | Paul Harragon        |
| 13                 | Brad Mackay          |
| Auswechselspieler: |                      |
| 10                 | David Gillespie      |
| 19                 | Terry Hill           |
| 18                 | Scott Gourley        |
| 17                 | Jason Taylor         |

## Man of the Match
| Spiel | Man of the Match |
| ----- | ---------------- |
| 1     | Ricky Stuart     |
| 2     | Tim Brasher      |
| 3     | Dale Shearer     |